# 曾凡煦
曾凡煦（？—），男，中华人民共和国政治人物，曾任吉林省工商业联合会会长，吉林省政协副主席，第八、九届全国人大代表。